# Libellula jesseana
Libellula jesseana là loài chuồn chuồn trong họ Libellulidae. Loài này được Williamson mô tả khoa học đầu tiên năm 1922.
Chúng là loài bản địa của Florida. Thân dài 50–57 mm. Con đực trưởng thành có màu lam nhạt đến đậm phủ toàn cổ và đầu, với mặt và Cercus đen. Hầu hết con cái có màu vàng và đây là đặc điểm khó phân biệt với Libellula auripennis, nhưng một vài con có màu tím.

## Hình ảnh

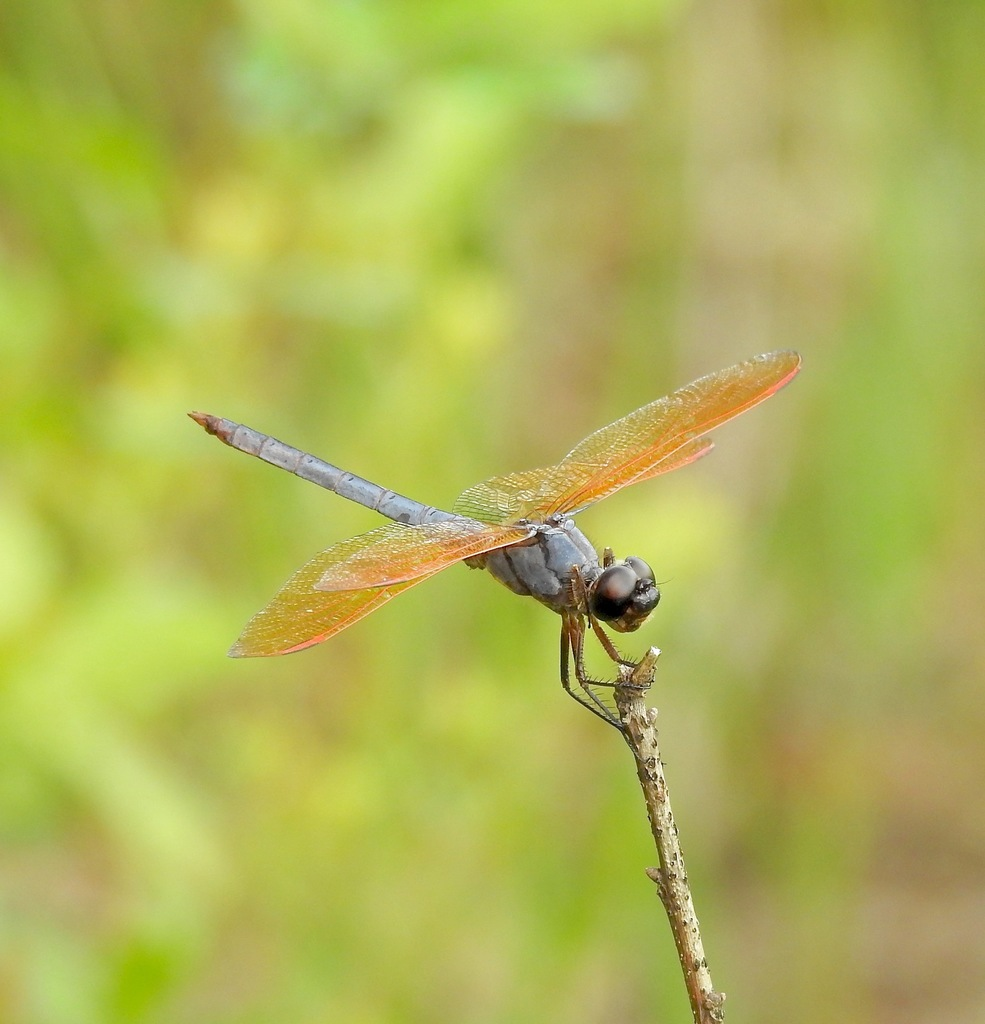
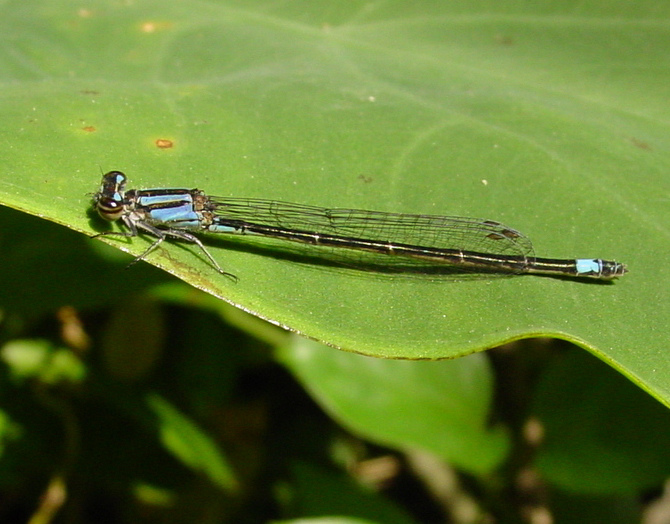